# Navid Khonsari
Navid Khonsari (persa: نوید خونساری) (nacido en 1970) es un iraní-canadiense, creador, escritor, director y productor de realidad virtual / mixta, cine y novela gráfica de videojuegos. 

## Primeros años
Khonsari nació en Montreal, Quebec, y se crio en su tierra natal, Irán, hasta los 10 años. Se fue a Canadá después de la Revolución de 1979 con su familia. Se graduó de la Universidad de Columbia Británica y la Escuela de Cine de Vancouver.

## Carrera
Khonsari irrumpió en la escena de los juegos con su trabajo en Grand Theft Auto III y Max Payne cuando se unió a Rockstar Games en 2000. Su primer cortometraje se tituló Arcade Angels, que se centró en el agotamiento de los videojuegos que robaron una tienda de alquiler de videos en un intento de abrir una sala de juegos. Escribió y produjo The Contract, su primera película con Billy Dee Williams.
Durante sus 5 años en Rockstar Games, Khonsari trabajó en Grand Theft Auto III, Vice City, Grand Theft Auto: San Andreas, Max Payne, Max Payne 2: The Fall of Max Payne, Midnight Club II, Manhunt, Red Dead Revolver, Midnight Club 3: Edición DUB, The Warriors, Grand Theft Auto: Liberty City Stories y Grand Theft Auto: Vice City Stories.
En 2006, dejó Rockstar Games y desde entonces ha trabajado en varios juegos, incluidos Alan Wake y Homefront. Conoció a su esposa, Vassiliki, mientras dirigía el galardonado documental Pindemonium. Cofundó iNK Stories y produjo otro documental, "Pulling John", que se estrenó en South by Southwest. iNK Stories está completando una novela gráfica titulada Bedouin, y en 2016 lanzó 1979 Revolution: Black Friday.
Khonsari a menudo habla y da conferencias sobre la convergencia de la tecnología y la narración de historias para incitar a la empatía, desafiar los estereotipos de los medios de comunicación --- en lugares como Sundance, Hot Docs, DICE, Games For Change, FoST, Game Developers Conference (GDC), White House, Embajada de Canadá, SXSW, VIEWS, Festival de Cine de Nueva York, Naciones Unidas y universidades como Princeton, SCAD, Columbia, Noroeste. Khonsari es asesor y miembro del New Frontier Lab en el Instituto Sundance y recibió el apoyo de la Fundación Doris Duke para Arte Islámico, IFP y Made in NY.

## Trabajos
- Hero (Multi-Sensory, Location Based VR) (2018)
- Fire Escape (VR Series) (2018)
- Resident Evil 7: Biohazard (2017)
- Blindfold (Interactive VR) (2017)
- 1979 Revolution: Black Friday (2016)
- Homefront (2011)
- Alan Wake (2010)
- Grand Theft Auto: Vice City Stories (2006)
- Grand Theft Auto: Liberty City Stories (2005)
- The Warriors (2005)
- Grand Theft Auto: San Andreas (2004)
- Max Payne 2: The Fall of Max Payne - A Film Noir Love Story (2003)
- Midnight Club 3: DUB Edition (2005)
- Red Dead Revolver (2004)
- Manhunt (2003)
- Midnight Club II (2003)
- Grand Theft Auto: Vice City (2002) (PlayStation 2)
- Grand Theft Auto III (2001) (PlayStation 2)
- Max Payne (2001) (Xbox)

- Datos: Q6982398